# 第63師団 (日本軍)
第63師団（だいろくじゅうさんしだん）は、大日本帝国陸軍の師団の一つ。

## 沿革
1943年5月、独立混成第15旅団と独立混成第6旅団の一部、日本本土で編成された部隊により華北で編成された治安師団である。編成後、北支那方面軍に属し北京から保定方面の警備に当たった。1944年（昭和19年）5月から大陸打通作戦の京漢作戦に参加した。
1945年（昭和20年）6月、第63師団は満州に転用され第44軍に属し、通遼に駐屯した。同年8月のソ連軍進攻に伴い奉天に退き、奉天東方の防御に当たる中、終戦を迎えた。

## 師団概要

### 歴代師団長
- 野副昌徳 中将：1943年（昭和18年）6月10日 - 1945年3月9日[1]
- 岸川健一 中将：1945年（昭和20年）3月9日 - 終戦[2]

### 参謀長
- 佐藤貞二 中佐：1943年（昭和18年）6月10日 - 1945年7月26日[3]
- 永井浩一 大佐：1945年（昭和20年）7月26日 - 終戦[4]

### 最終司令部構成
- 参謀長：永井浩一大佐
  - 参謀：大原晴海中佐
- 高級副官：林吾夫少佐
- 経理部長：中台一主計大佐
- 軍医部長：大河内三郎軍医中佐

### 最終所属部隊
- 歩兵第66旅団：下枝龍男少将
  - 独立歩兵第77大隊：石野武少佐
  - 独立歩兵第78大隊：小田二郎少佐
  - 独立歩兵第79大隊：矢萩留次郎少佐
  - 独立歩兵第137大隊：有馬敏雄大佐
- 歩兵第67旅団：橋場帝次大佐
  - 独立歩兵第24大隊：上條保廣大佐
  - 独立歩兵第25大隊：福永勇吉大佐
  - 独立歩兵第80大隊：山川吉春少佐
  - 独立歩兵第81大隊：河野亨大尉
- 第63師団迫撃砲隊：
- 第63師団通信隊：小島梅太郎大尉
- 第63師団工兵隊：西沢彦義大尉
- 第63師団輜重隊：岩谷常男大尉
- 第63師団野戦病院：大久保一郎少佐
- 第63師団病馬廠：東口力小大尉